# 伊薩卡峽谷

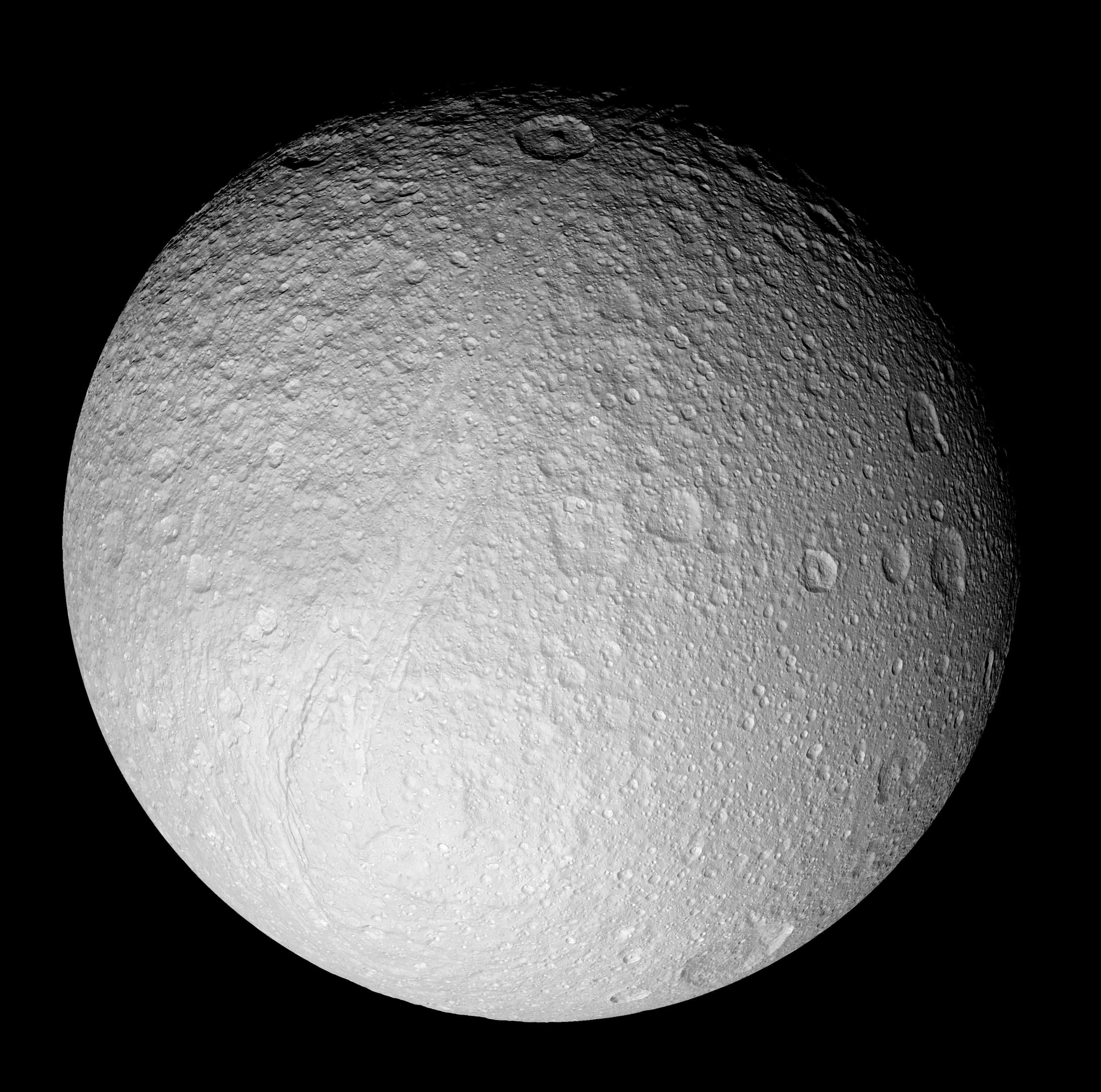
伊薩卡峽谷

伊薩卡峽谷（Ithaca Chasma）是位於土星衛星土衛三上的峽谷，以希臘島嶼伊薩基島命名。該峽谷寬度平均100公里，深度3到5公里，全長2000公里，大約是土衛三的四分之三周長，是太陽系中最長的峽谷之一。伊薩卡峽谷和奧德修斯撞擊坑大致成同心圓狀。

## 發現
伊薩卡峽谷是航海家1號於1980年11月12日飛掠土星時發現；但其全貌是在1981年航海家2號飛掠時才被拍攝下來。該峽谷是以希臘島嶼伊薩基島命名。

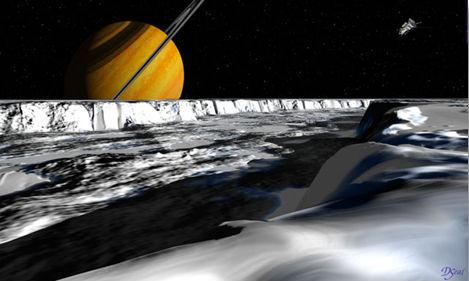
畫家筆下的伊薩卡峽谷

## 地質
伊薩卡峽谷是一個巨大的槽系統，深度約3公里，並且通過了土衛三兩極，幾乎環繞整個土衛三。伊薩卡峽谷與奧德修斯撞擊坑大致成同心圓狀，伊薩卡峽谷的一的端點距離奧德修斯撞擊坑幾乎只有20°。
伊薩卡峽谷在南方兩個向南的分支峽谷部分結構較複雜。對外的峭壁由多個子平行的斷崖和階地組成。在該峽谷一些地方有環繞著有大量隕石坑平原的環狀地形，高度約0.5公里。該峽谷某些部分寬度只有數公里，但最寬可超過100公里。
伊薩卡峽谷年代因為選擇的撞擊坑年代定年方式不同，有40億或4到33億年兩種說法。計算撞擊坑數量的方式可指出伊薩卡峽谷年代稍微較奧德修斯撞擊坑年輕，而有大量隕石坑的平原則年代遠久於伊薩卡峽谷。

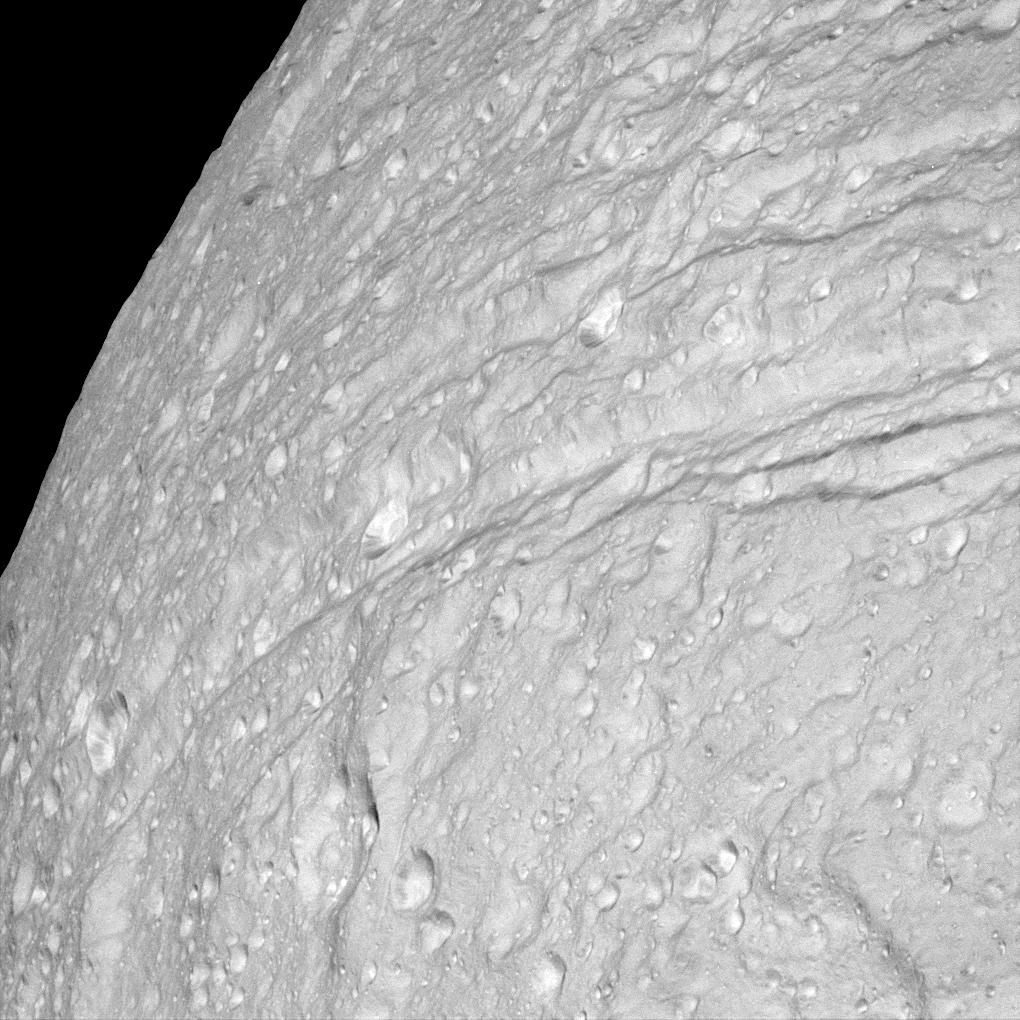
卡西尼號拍攝的伊薩卡峽谷南端近距離影像

## 由來
伊薩卡峽谷的形成原因有兩種假設。第一個是因為土衛三內部的液態水海洋凝固，造成土衛三膨脹使土衛三外殼為了調整增加的體積而破裂。在土衛三內部海洋凝固前形成的撞擊坑可能會因此全部被破壞而消失。
土衛三表面的海洋可能在太陽系早期因為土衛四和土衛三之間2:3的軌道共振而存在。共振可能造成軌道離心率變化和潮汐加速造成的潮汐加熱，使土衛三內部溫度夠高足以形成海洋。在衛星的軌道共振消失後，衛星海洋的凍結造成額外應力，因此形成伊薩卡峽谷。
另一個假設則是伊薩卡峽谷和位於峽谷一端附近的巨大撞擊坑奧德修斯撞擊坑同時形成。當形成撞擊坑的撞擊事件發生時，會產生震波並形成有多個環撞地塹的多環撞擊盆地。但根據卡西尼號拍攝高解析度影像進行撞擊坑數量計算的方式定年結果，伊薩卡峽谷年代比奧德修斯撞擊坑年代久，因此這一假說較不可能。

## 文獻
- Chen, E. M. A.; Nimmo, F.  (PDF). . League City, Texas: 1968. 10–14 March 2008  [2011-12-12]. LPI Contribution No. 1391. （原始内容 (PDF)存档于2020-09-26）.
- Giese, Bernd; Wagner, Roland; Neukum, Gerhard; Helfenstein, Paul; Thomas, Peter C. . Geophysical Research Letters. 2007-11-07, 34 (21): L21203. ISSN 0094-8276. doi:10.1029/2007GL031467 （英语）.
- Jaumann, Ralf; Clark, Roger N.; Nimmo, Francis; Hendrix, Amanda R.; Buratti, Bonnie J.; Denk, Tilmann; Moore, Jeffrey M.; Schenk, Paul M.; Ostro, Steve J. . Dougherty, Michele K.  (编). . Dordrecht: Springer Netherlands. 2009: 637–681. ISBN 978-1-4020-9216-9. doi:10.1007/978-1-4020-9217-6_20 （英语）.
- Moore, Jeffrey M.; Schenk, Paul M.; Bruesch, Lindsey S.; Asphaug, Erik; McKinnon, William B. . Icarus. 2004-10, 171 (2): 421–443  [2022-02-08]. doi:10.1016/j.icarus.2004.05.009. （原始内容存档于2021-12-22） （英语）.
- Stone, E. C.; Miner, E. D. . Science. 1981-04-10, 212 (4491): 159–163  [2022-02-08]. ISSN 0036-8075. doi:10.1126/science.212.4491.159. （原始内容存档于2022-02-08） （英语）.
- Stone, E. C.; Miner, E. D. . Science. 1982-01-29, 215 (4532): 499–504  [2022-02-08]. ISSN 0036-8075. doi:10.1126/science.215.4532.499. （原始内容存档于2022-02-08） （英语）.